# Vulpera

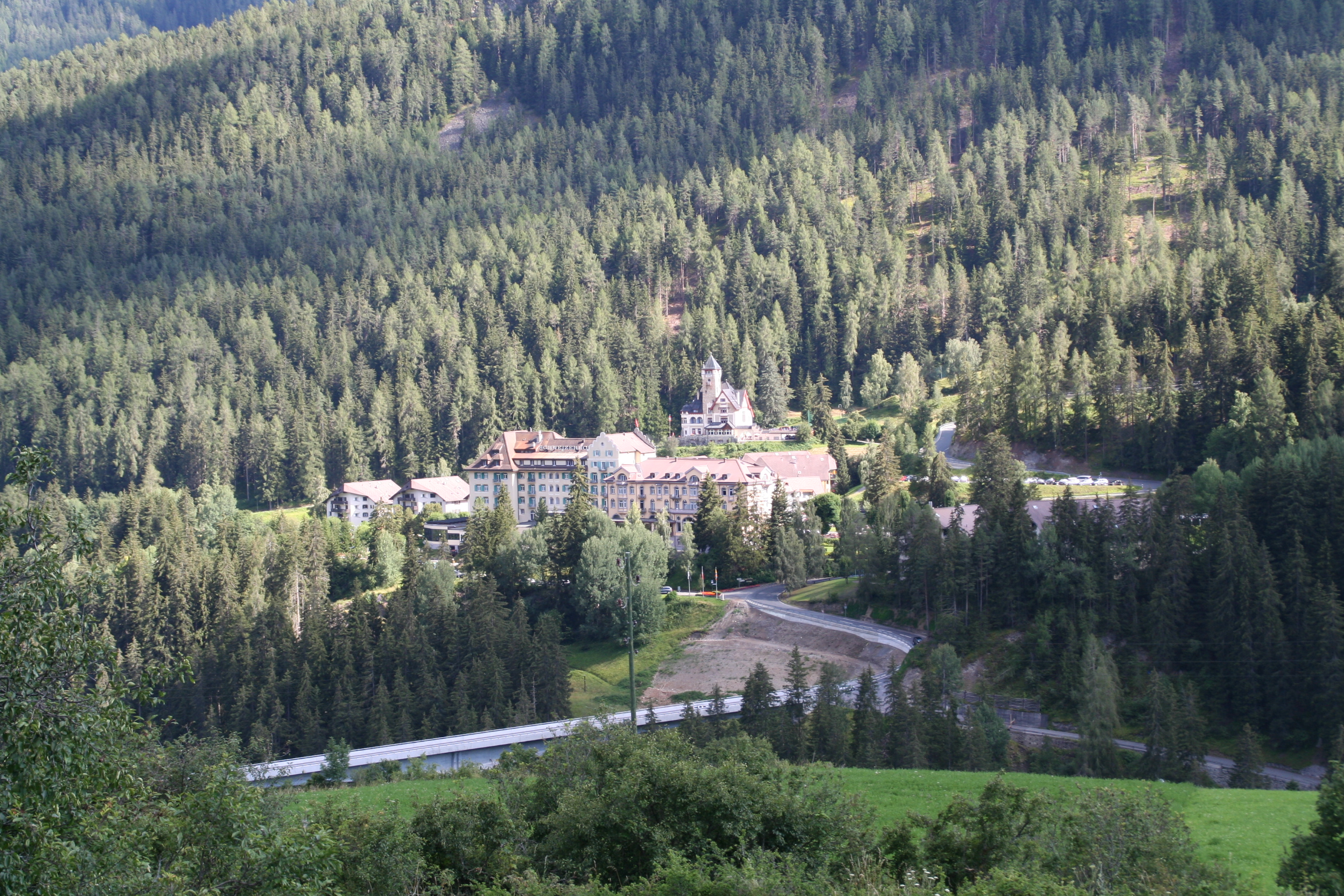
Vulpera

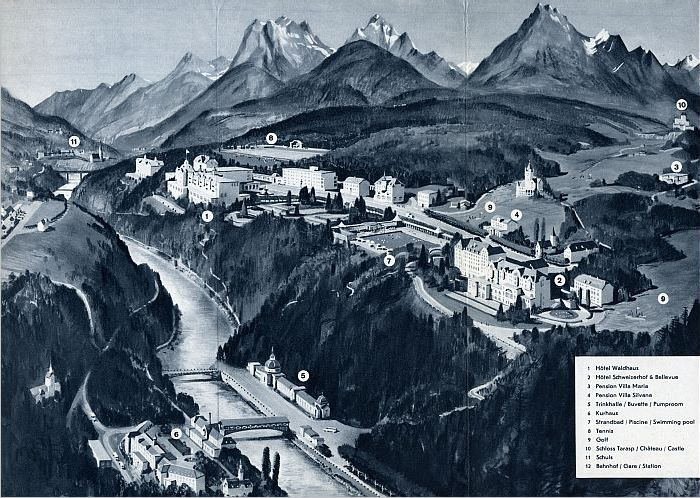
Hotellandschaft Tarasp-Vulpera um 1905

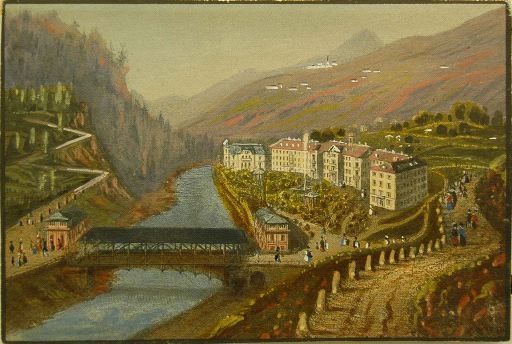
Kurhaus Tarasp-Vulpera auf einem Stahlstich eines unbekannten Künstlers um 1840

Historisches Luftbild von Werner Friedli (1954)

Vulpera  ([vʊlˈpɛːrɐ]ⓘ) ist eine auf 1280 m. ü. M. rechtsseitig am Inn gelegene Fraktion von Tarasp im bündnerischen Unterengadin unweit des regionalen Hauptortes Scuol. Die Siedlung ist wegen ihrer Mineralquellen als ein Badekurort konzipiert, dessen bekanntestes Gebäude das Hotel Waldhaus Vulpera war.

## Geschichte
Von 1464 bis 1803 gehörte Vulpera als Teil der Herrschaft Tarasp zu Österreich, bevor es zeitgleich mit dem Eintritt Graubündens in die Eidgenossenschaft schweizerisch wurde. Der touristische Aufschwung setzte 1880 ein und verbindet sich mit den Brüdern Caspar und Duri Pinösch, die Land aufkauften und Hotels errichten liessen. Der Erste Weltkrieg brachte den Tourismus zum Erliegen. 1925 wurde im Zeichen des Neuanfangs ein Golfplatz errichtet und 1930 ein Freibad gebaut. Ende des 20. Jahrhunderts entwickelte sich ein starker Zweitwohnungsbau. Der Wintertourismus ist vorrangig auf Motta Naluns ausgerichtet.

## Bevölkerung
Die Einwohnerschaft ist rätoromanischsprachig und spricht das Idiom Vallader. In konfessioneller Hinsicht bilden Tarasp und Vulpera eine katholische Insel inmitten des sonst reformiert geprägten Unterengadins. Die Kapelle St. Johannes Baptista wurde 1826 errichtet.

## Verkehr
Seit dem 10. Oktober 2010 wird Vulpera von der Inn-Brücke erschlossen, die die alte, hochwassergefährdete Strecke von Nairs her ersetzt.